# 红颈绿鸠
红颈绿鸠（学名：Treron vernans）是鸠鸽科绿鸠属的一种。分布于东南亚，包括柬埔寨、印度尼西亚、汶莱、马来西亚、缅甸、菲律宾、新加坡、泰国和越南等。它们的自然栖息地是热带及副热带低地雨林、红树林和山地森林。